# Janni Spies
Janni Spies, född Brodersen den 19 september 1962 i Herlev utanför Köpenhamn, är en dansk företagsledare.
Janni Spies är dotter till telefonmontören Werner Isager Brodersen och sömmerskan Yvonne Brodersen och växte upp i Köpenhamnsförorten Herlev. Vid 16 års ålder började hon arbeta som springflicka och var senare kassörska på Spies Rejser.
Hon gifte sig 1983 med Simon Spies i Holmens Kirke i Köpenhamn. Simon Spies dog 1984, varvid Janni Spies ärvde makens reseföretag och drev det vidare.
Hon var i ett andra äktenskap 1988–2008 gift med Christian Kjær (född 1943). Paret har barnen Michala och Christopher.